# Gazella bilkis
Gazella bilkis е изчезнал вид бозайник от семейство Кухороги (Bovidae).

## Разпространение
Видът е бил разпространен по планините и склоновете в Йемен, но няма данни да е забелязан от 1951 г насам. Причината за изчезването все още не е сигурна.